# Wirtschaft Dschibutis
| Wirtschaft Dschibutis             | Wirtschaft Dschibutis                                                                             |
| --------------------------------- | ------------------------------------------------------------------------------------------------- |
| Währung                           | Dschibut. Franc = 100 Centimes 1 USD = 178,014 Djibut. F.                                         |
| Inflation                         | 1,8 % (2020)                                                                                      |
| Bruttoinlandsprodukt              | 3,589 Mrd. $ (2021)                                                                               |
| Wirtschaftswachstum               | 4,0 % (2021)                                                                                      |
| BIP pro Kopf                      | 3.581 $ (2021)                                                                                    |
| BIP nach Sektor                   | Landwirtschaft: 2,4 % Industrie: 17,3 % Dienstleistungen: 80,2 % (2017, geschätzt)                |
| BIP (Kaufkraftparität)            | 3,64 Mrd. $ (2017, geschätzt)                                                                     |
| Arbeitslosenquote                 | 28,4 % (2021)                                                                                     |
| Erwerbstätige nach Sektor         | Landwirtschaft: 32,4 % Industrie: 13,3 % Dienstleistungen: 54,3 %                                 |
| Anteil Unterhalb der Armutsgrenze | 23 % (2015, geschätzt)                                                                            |
| Auslands- verschuldung            | 1,954 Mrd. $ (31. Dezember 2017, geschätzt)                                                       |
| Außenbeitrag                      |                                                                                                   |
| Export                            | 139,9 Mio. $ (2016, geschätzt)                                                                    |
| Handelspartner                    | Äthiopien 38,8 %, Somalia 17,1 %, Katar 9,1 %, Brasilien 8,9 %, Yemen 4,9 %, USA 4,6 % (2017)     |
| Import                            | 736,4 Mio. $ (2017, geschätzt)                                                                    |
| Handelspartner                    | VAE 25 %, Frankreich 15,2 %, Saudi-Arabien 11 %, China 9,6 %, Äthiopien 6,8 %, Yemen 4,6 % (2017) |

Die noch wenig entwickelte Wirtschaft Dschibutis hängt von einer großen Gemeinschaft an Expatriaten, vom Hafen in Dschibuti, dem Flughafen und vom Betrieb der Eisenbahnlinie von Addis-Abeba nach Dschibuti ab.
In der Kolonialzeit zeichnete sich die Kolonialmacht Frankreich als ausbeuterische Kraft im ehemaligen Afar- und Issa-Territorium aus. Es wurde sowohl Bevölkerung als Arbeitskräfte ausgebeutet, als auch wurde Raubbau an der spärlichen Natur des Wüstenstaates betrieben. Während des Bürgerkriegs von 1991 bis 1994 wurde ein großer Teil der Ausgaben für Entwicklung und Sozialleistungen des Staatshaushalts für das Militär ausgegeben.
Landwirtschaft und Industrie sind kaum entwickelt, teilweise wegen der ungünstigen klimatischen Verhältnisse, hoher Produktionskosten, dem schlechten Bildungsstand der Arbeitskräfte und der begrenzten natürlichen Ressourcen.
Dschibuti verfügt mittlerweile über nur sehr geringe Minerallagerstätten, und der trockene Boden ist unwirtschaftlich: 89 % des Landes sind Ödland oder Wüste, 10 % sind Weideland und 1 % macht die Waldfläche aus. Den größten Anteil an der Wertschöpfung haben Dienstleistungen und Handel.